# Na-Denétalen

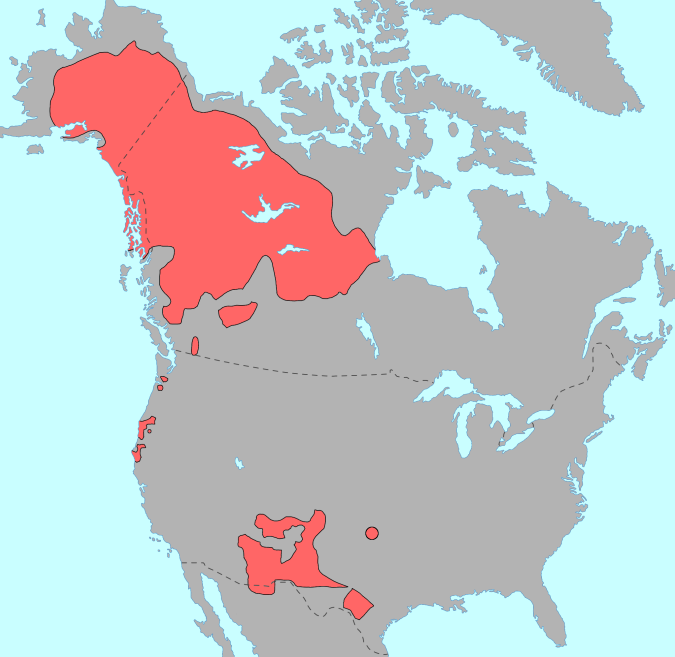
Na-Denétalen

De Na-Denétaalfamilie behoort tot de oorspronkelijke Amerikaanse talen. De taalfamilie is waarschijnlijk een subfamilie van de Dené-Jenisejische talen.
De Na-Denétalen zijn te verdelen in twee subfamilies. De eerste bestaat uit slechts een taal, het Tlingit dat door 700 mensen woonachtig op eilanden voor de Canadese kust wordt gesproken. De andere familie is het Athabaskisch-Eyak, dat weer onder te verdelen is in twee subfamilies: de Athabaskische talen, waaronder het Apache, Tagish en Navaho, die nog door bijna 200.000 mensen worden gesproken, en het in 2008 uitgestorven Eyak. Soms wordt het Haida als derde tak van de Na-Denétalen gerekend, maar die visie is omstreden en de meeste taalkundigen zien het Haida als isolaat.
Volgens een zeer omstreden theorie van de Rus Sergej Starostin vallen de Na-Denétalen met onder andere de Noord-Kaukasische talen, de Sino-Tibetaanse talen en zelfs het Baskisch onder de Dené-Kaukasische taalfamilie. Deze hypothese wordt door de overgrote meerderheid van de taalkundigen verworpen. 
Een verwantschap met de Jenisejische talen uit Siberië is wel aannemelijk. In 2008 kwamen de belangrijkste kenners van de Na-Dené en Jenisejische taalfamilies tot de conclusie dat Na-Dené en Jenisejisch samen de Dené-Jenisejische familie vormen. DNA-onderzoek wijst naar een verband met de komst van de Paleo-Eskimo's uit Siberië.
De Na-Denétaalfamilie vormt samen met de Algische en de Uto-Azteekse taalfamilies een van de drie grote taalfamilies van Noord-Amerika. Veel van de Na-Denétalen zijn dan ook goed bestudeerd.
Michael Krauss is een Amerikaans taalkundige die de Na-Denétalen uitvoerig bestudeerd heeft.

## Stamboom
- Na-Dené
  - Athabaskisch-Eyak
    - Athabaskisch
      - Noord-Athabaskisch
        - Centraal-Alaskaans
          - Deg Xinag (15)
          - Gwich’in (770)
          - Hän (10)
          - Holikachuk (12)
          - Koyukon (300)
          - Kolchan (40)
          - Hoog-Tanana (100)
          - Laag-Tanana (30)
          - Noord-Tutchone (200)
          - Tanacross (30)
          - Zuid-Tutchone (200)

        - Centraal-Brits-Columbiaans
          - Babine-Witsuwit'en (50)
          - Carrier (1000)
          - Chilcotin (2000)
          - Nicola †

        - Kwalhioqua-Clatskanie †
        - Noordwest-Canadees
          - Dene Suline (11.895)
          - Dogrib (2.110)
          - Dunneza (300)
          - Sekani (35)
          - Slavey
            - Noord-Slavey (1.030)
            - Zuid-Slavey (2.890)

          - Tahltan-Tagish-Kaska
            - Kaska (400)
            - Tagish (2)
            - Tahltan (35)

        - Sarsi (50)
        - Tsetsaut †
        - Zuid-Alaskaans
          - Ahtna (80)
          - Dena'ina (75)

      - Pacifisch Athabaskisch
        - Californië-Athabaskisch
          - Eel River †
          - Hupa (64)
          - Mattole †

        - Oregon-Athabaskisch
          - Galice-Applegate †
          - Rogue River †
          - Tolowa (4)
          - Upper Umpqua †

      - Zuid-Athabaskisch
        - Oostelijk Apache
          - Jicarilla (812)
          - Lipan †

        - Plains Apache (18)
        - Westelijk Apache
          - Chiricahua-Mescalero
            - Chiricahua (279)
            - Mescalero

          - Navajo (178.000)
          - Westelijk Apache (12.693)

    - Eyak †

  - Tlingit (700)